# Ceriporiopsis guidella
Ceriporiopsis guidella är en svampart som beskrevs av Bernicchia & Ryvarden 2003. Ceriporiopsis guidella ingår i släktet Ceriporiopsis och familjen Phanerochaetaceae.   Inga underarter finns listade i Catalogue of Life.